# Đẻ trứng

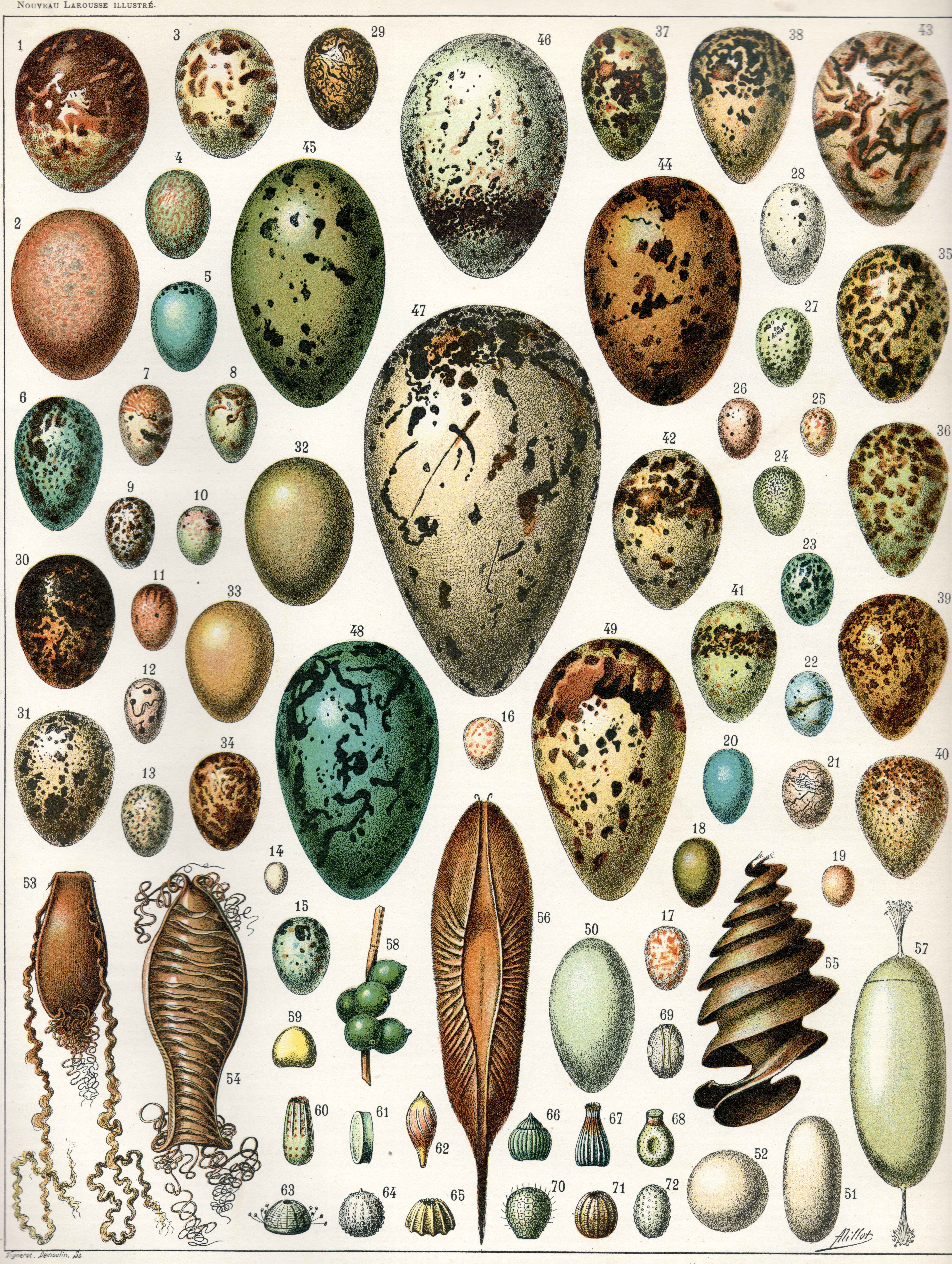
Trứng của các loài động vật khác nhau (chủ yếu là chim)

Động vật đẻ trứng là những động vật có thể đẻ trứng, với rất ít hoặc không có sự phát triển phôi thai nào khác trong người mẹ. Đây là phương pháp sinh sản hầu hết cá, lưỡng cư, bò sát, chim và đơn huyệt.
Theo cách sử dụng truyền thống, hầu hết các côn trùng (như Culex pipiens, hay muỗi nhà thông thường), động vật thân mềm và loài nhện cũng được mô tả là noãn.